# Asienspiele 2002/Billard
Bei den Asienspielen 2002 in Busan in Südkorea fanden vom 1. bis 8. Oktober 2002 zehn Wettbewerbe im Billard statt.

## Medaillengewinner
| Disziplin                | Gold                                           | Silber                                               | Bronze                                                 |
| ------------------------ | ---------------------------------------------- | ---------------------------------------------------- | ------------------------------------------------------ |
| Dreiband Einzel          | Hwang Deuk-hee                                 | Lee Sang-chun                                        | Akio Shimada                                           |
| Freie Partie Einzel      | Trần Đình Hòa                                  | Dương Hoàng Anh                                      | Nobuaki Kobayashi                                      |
| English Billiards Einzel | Praprut Chaithanasakun                         | Kyaw Oo                                              | Geet Sethi                                             |
| English Billiards Doppel | Praprut Chaithanasakun Mongkhon Kanfaklang     | Geet Sethi Alok Kumar                                | Aung San Oo Kyaw Oo                                    |
| 8-Ball Einzel            | Hsia Hui-kai                                   | Huang Kun-chang                                      | Efren Reyes                                            |
| 9-Ball Einzel            | Yang Ching-shun                                | Warren Kiamco                                        | Jeong Young-hwa                                        |
| 9-Ball Doppel            | Francisco Bustamante Antonio Lining            | Jeong Young-hwa Kim Won-suk                          | Khaled al-Mutairi Aref al-Awadhi                       |
| Snooker Einzel           | Ding Junhui                                    | Supoj Saenla                                         | Chan Kwok Ming                                         |
| Snooker Doppel           | Yasin Merchant Rafath Habib                    | Marco Fu Au Chi Wai                                  | Saleh Mohammad Naveen Perwani                          |
| Snooker Mannschaft       | Hongkong Chan Kwok Ming Marco Fu Fung Kwok Wai | Volksrepublik China Ding Junhui Jin Long Pang Weiguo | Pakistan Saleh Mohammad Naveen Perwani Muhammad Yousaf |

## Medaillenspiegel
| Platz  | Land                | Gold | Silber | Bronze | Gesamt |
| ------ | ------------------- | ---- | ------ | ------ | ------ |
| 1      | Chinesisch Taipeh   | 2    | 1      | 0      | 3      |
| 1      | Thailand            | 2    | 1      | 0      | 3      |
| 3      | Südkorea            | 1    | 2      | 1      | 4      |
| 4      | Hongkong            | 1    | 1      | 1      | 3      |
| 4      | Indien              | 1    | 1      | 1      | 3      |
| 4      | Philippinen         | 1    | 1      | 1      | 3      |
| 7      | Volksrepublik China | 1    | 1      | 0      | 2      |
| 7      | Vietnam             | 1    | 1      | 0      | 2      |
| 9      | Myanmar             | 0    | 1      | 1      | 2      |
| 10     | Japan               | 0    | 0      | 2      | 2      |
| 10     | Pakistan            | 0    | 0      | 2      | 2      |
| 12     | Kuwait              | 0    | 0      | 1      | 1      |
| Gesamt | Gesamt              | 10   | 10     | 10     | 30     |